# Deggendorf járás
Deggendorf járás egy járás Bajorországban. Deggendorf járás Straubing-Bogen, Regen, Freyung-Grafenau, Passau, Rottal-Inn, Dingolfing-Landau, Viechtach, Grafenau, Landkreis Vilshofen, Landau, Straubing, Bogen és Deggendorf járásokkal határos. Lakosainak száma 122 121 fő (2022. december 31.).

## A települései
| rechts | Városok 1. Deggendorf (33.750) 2. Osterhofen (11.816) 3. Plattling (12.948) Mezővárosok 1. Hengersberg (7846) 2. Metten (4204) 3. Schöllnach (4857) 4. Winzer (3812) Községek 1. Aholming (2287) 2. Auerbach (2113) 3. Außernzell (1462) 4. Bernried (4803) 5. Buchhofen (917) 6. Grafling (2772) 7. Grattersdorf (1299) 8. Hunding (1145) 9. Iggensbach (2153) 10. Künzing (3177) 11. Lalling (1547) 12. Moos (2333) 13. Niederalteich (1772) 14. Oberpöring (1204) 15. Offenberg (3379) 16. Otzing (1960) 17. Schaufling (1544) 18. Stephansposching (3118) 19. Wallerfing (1261) (fő 2020-ban) Adminisztratív együttműködések (Verwaltungsgemeinschaften) 1. Lalling (Grattersdorf, Hunding, Lalling és Schaufling) 2. Moos (Buchhofen és Moos) 3. Oberpöring (Oberpöring, Otzing és Wallerfing) 4. Schöllnach (Außernzell és Schöllnach) |

## Látnivalók

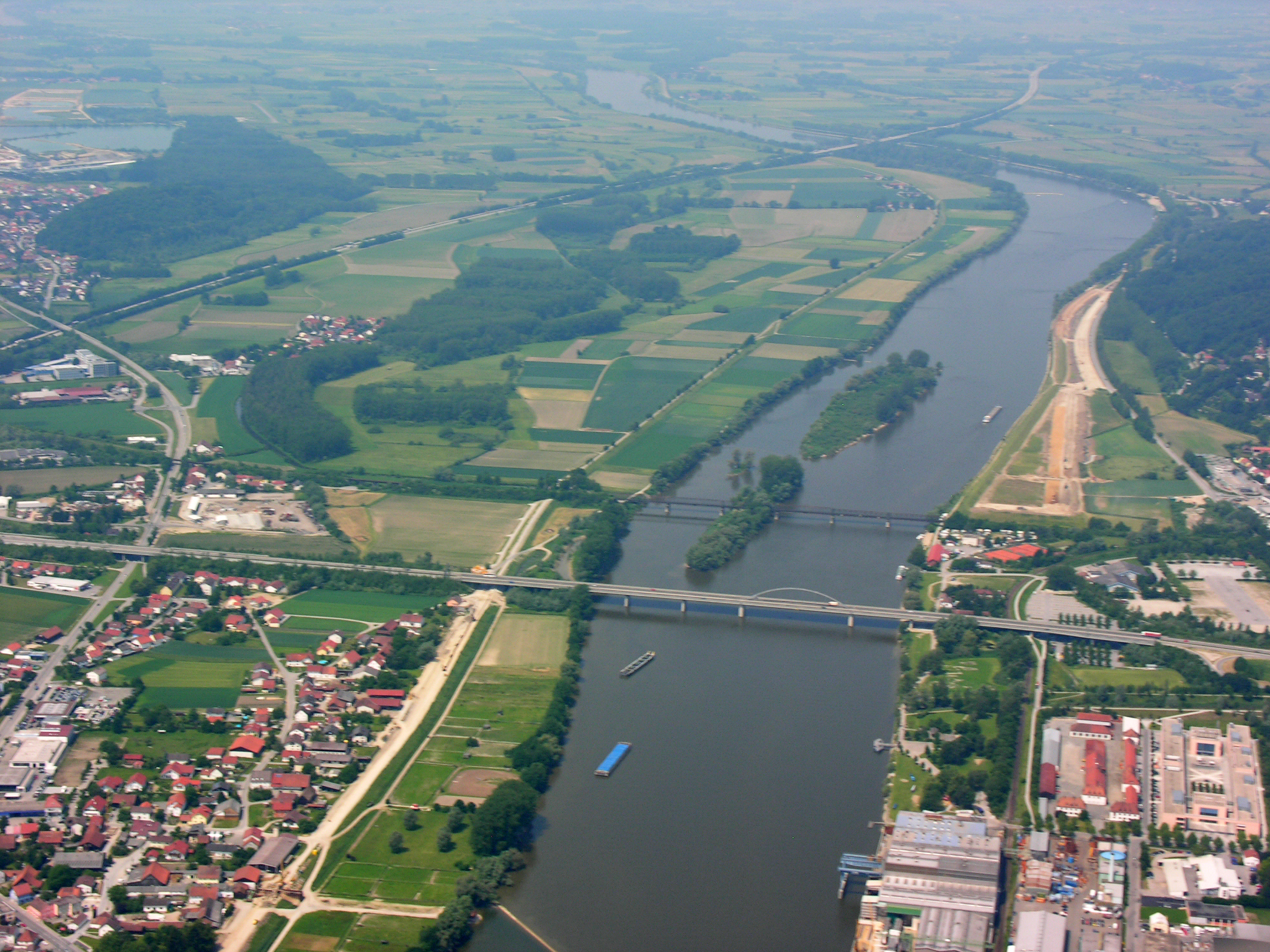
A duna
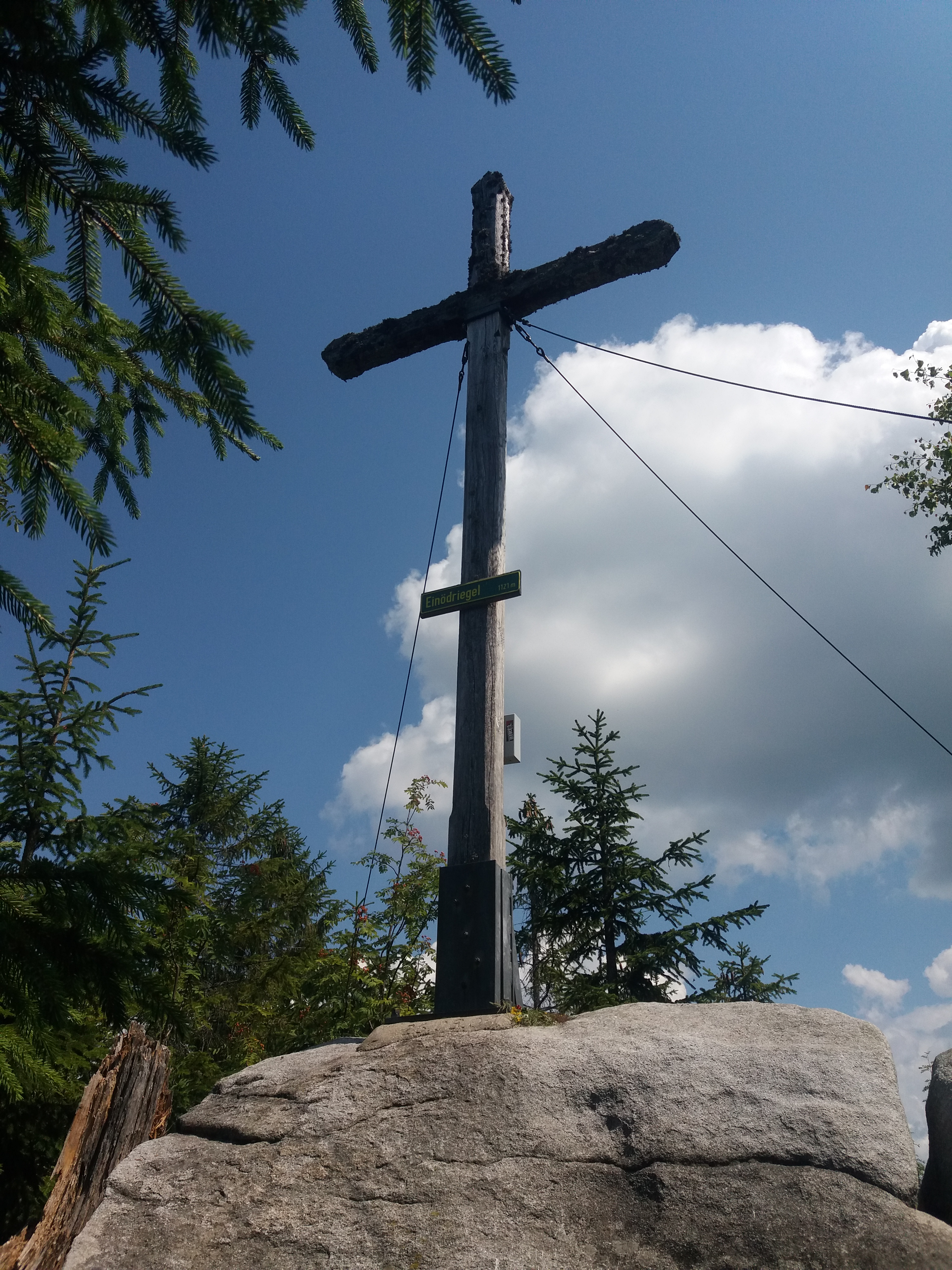
Grafling Einoedriegel
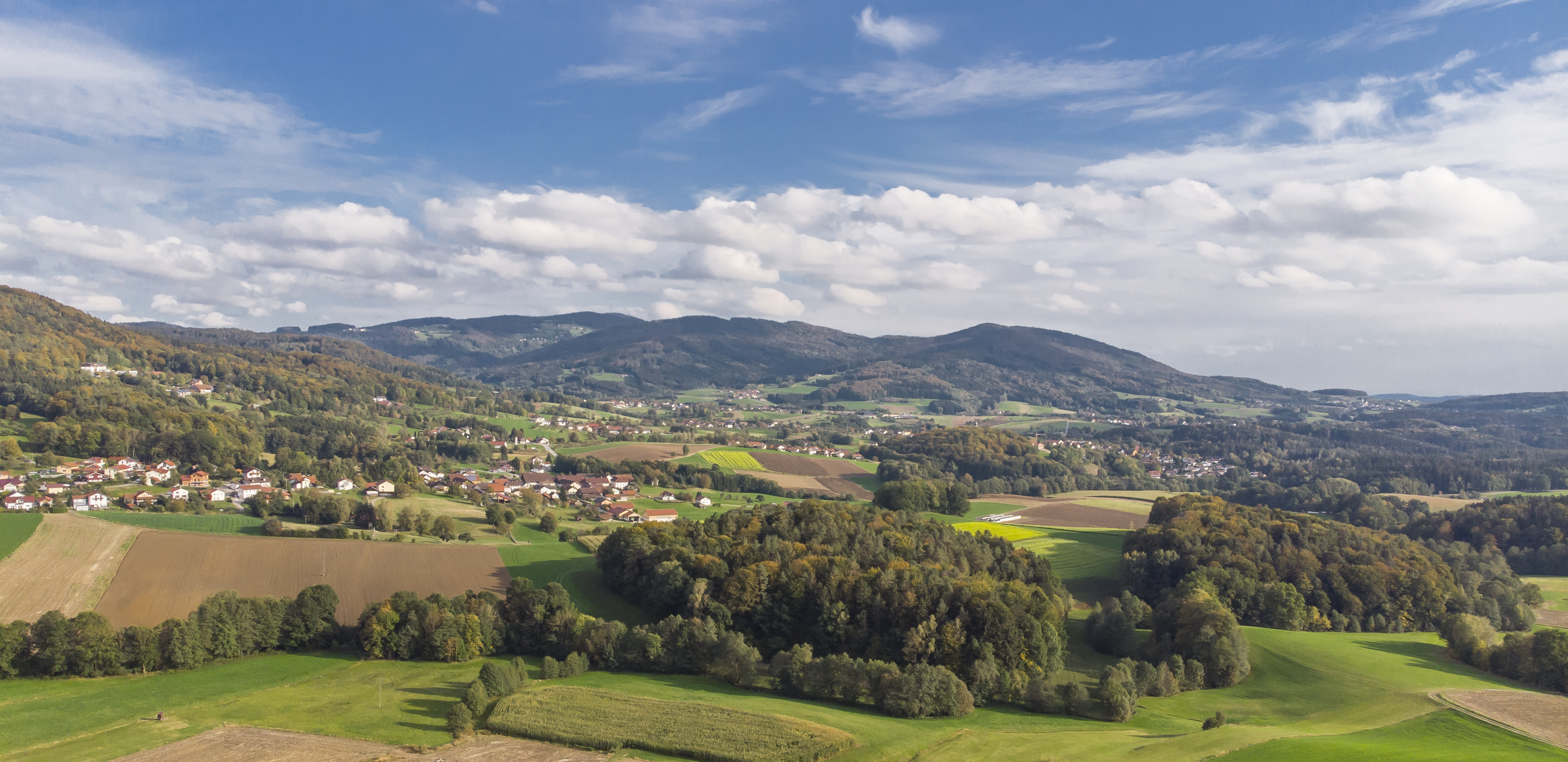
Lallinger Winkel
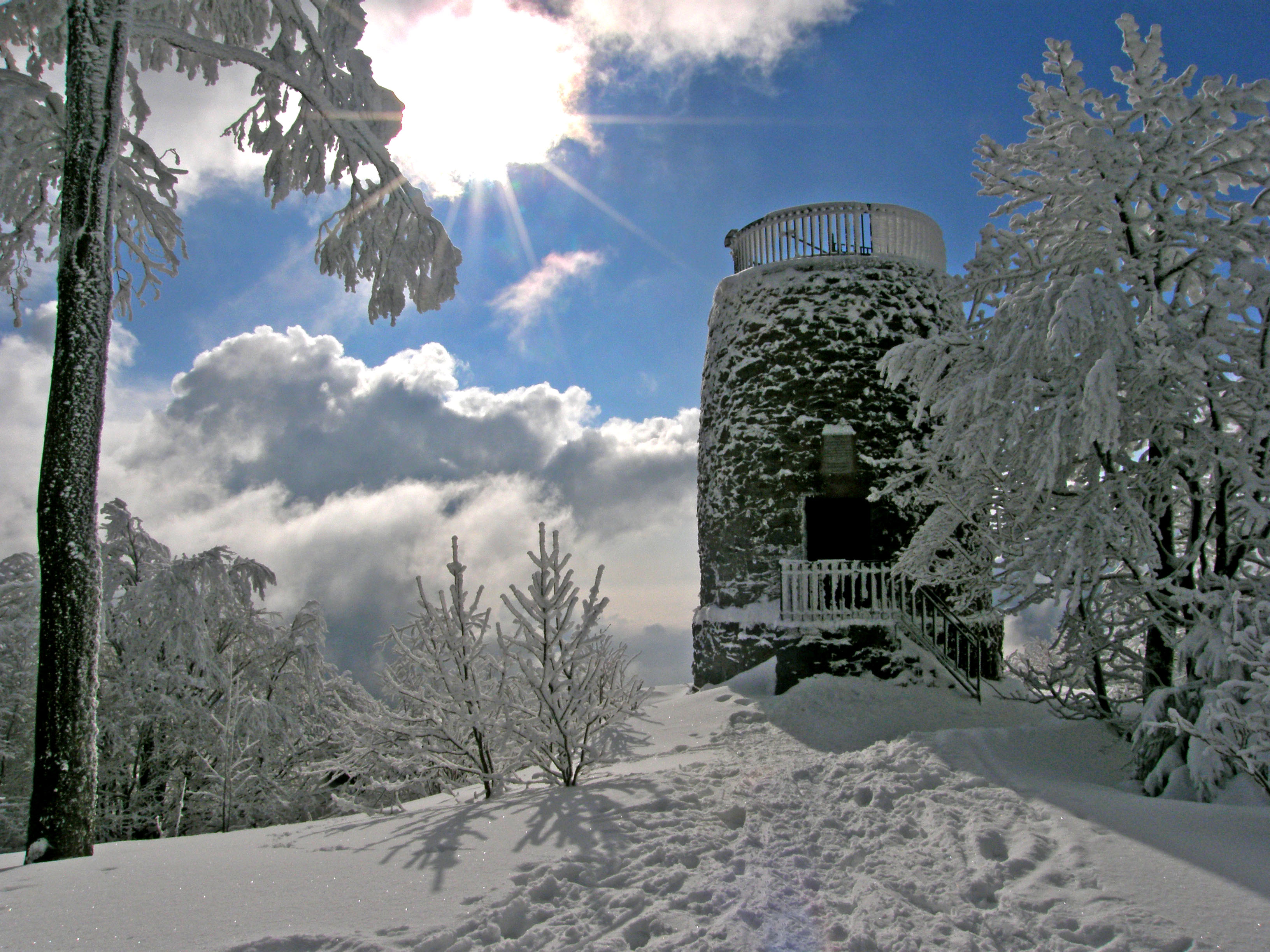
Hirschenstein: kilátó télen
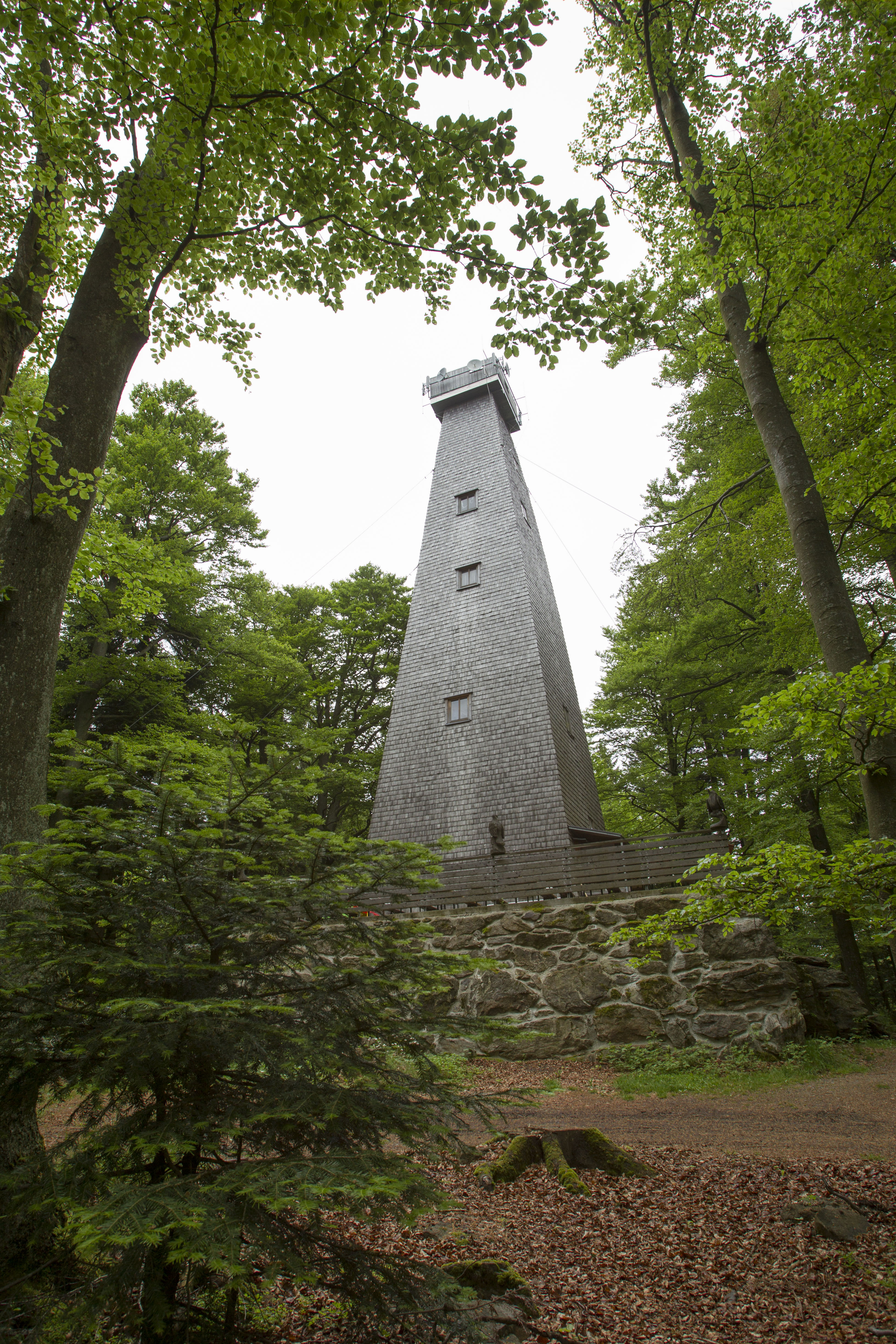
Brotjacklriegel
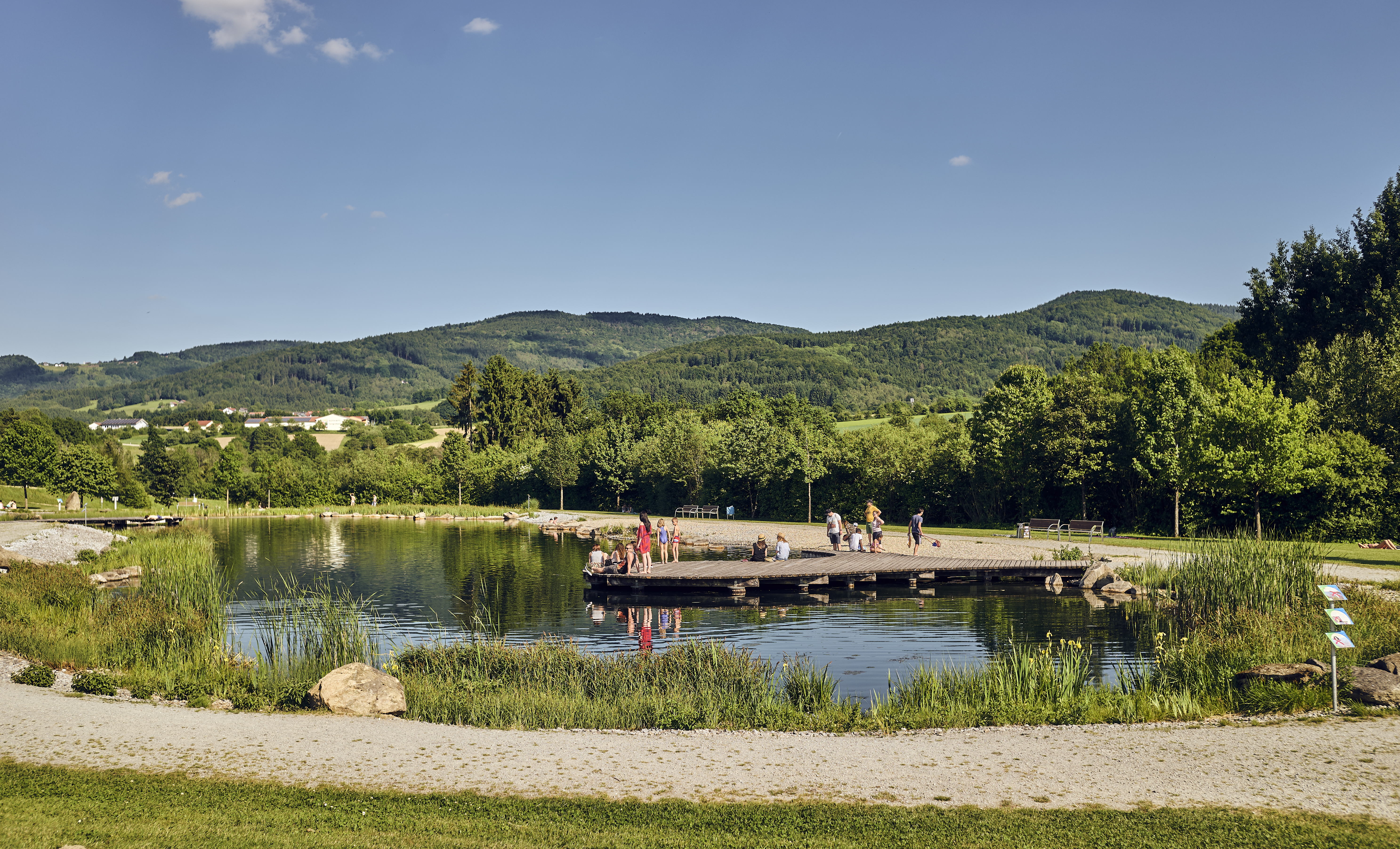
Feng Shui Park Lalling
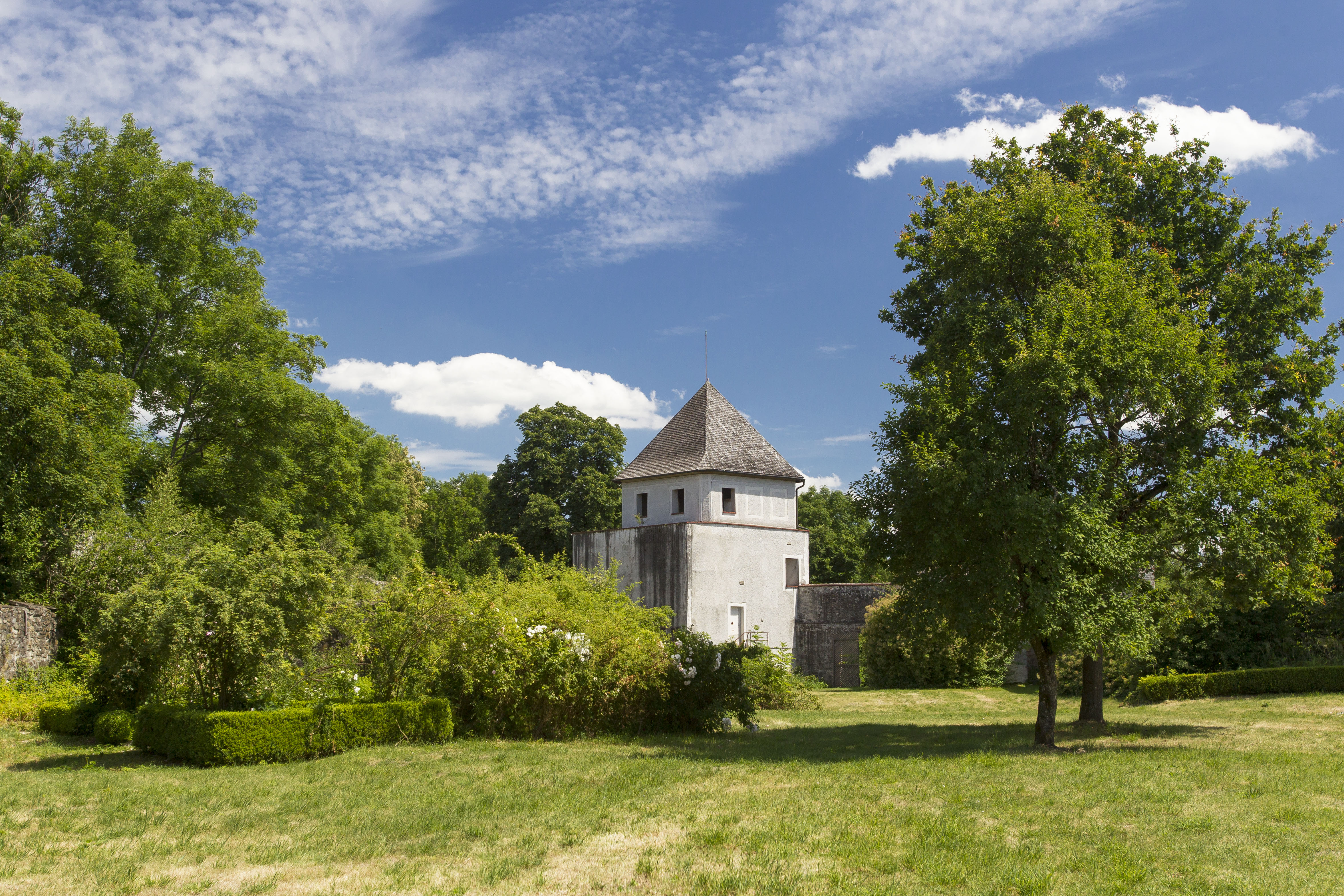
Natternbergi vár
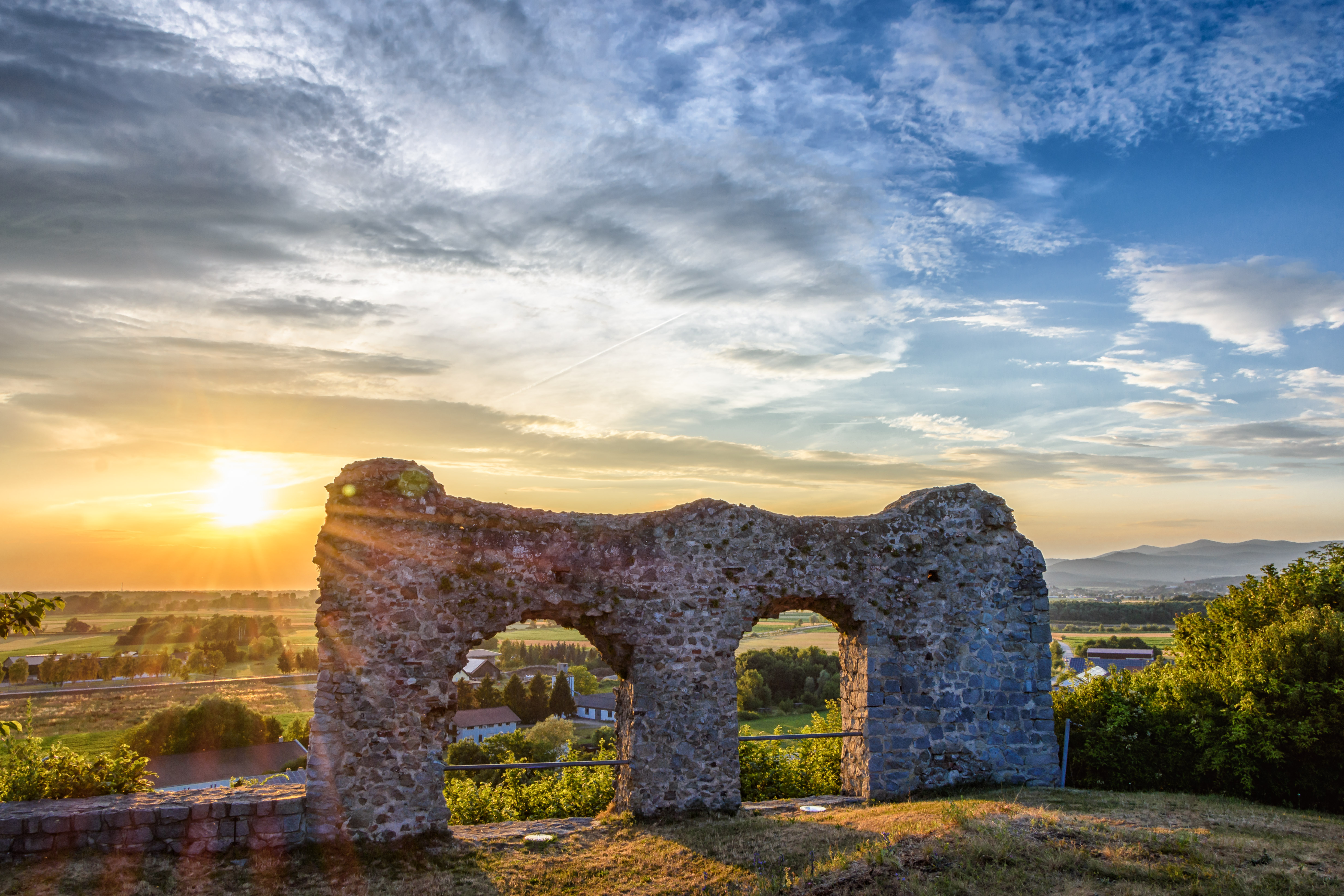
Winzeri vár
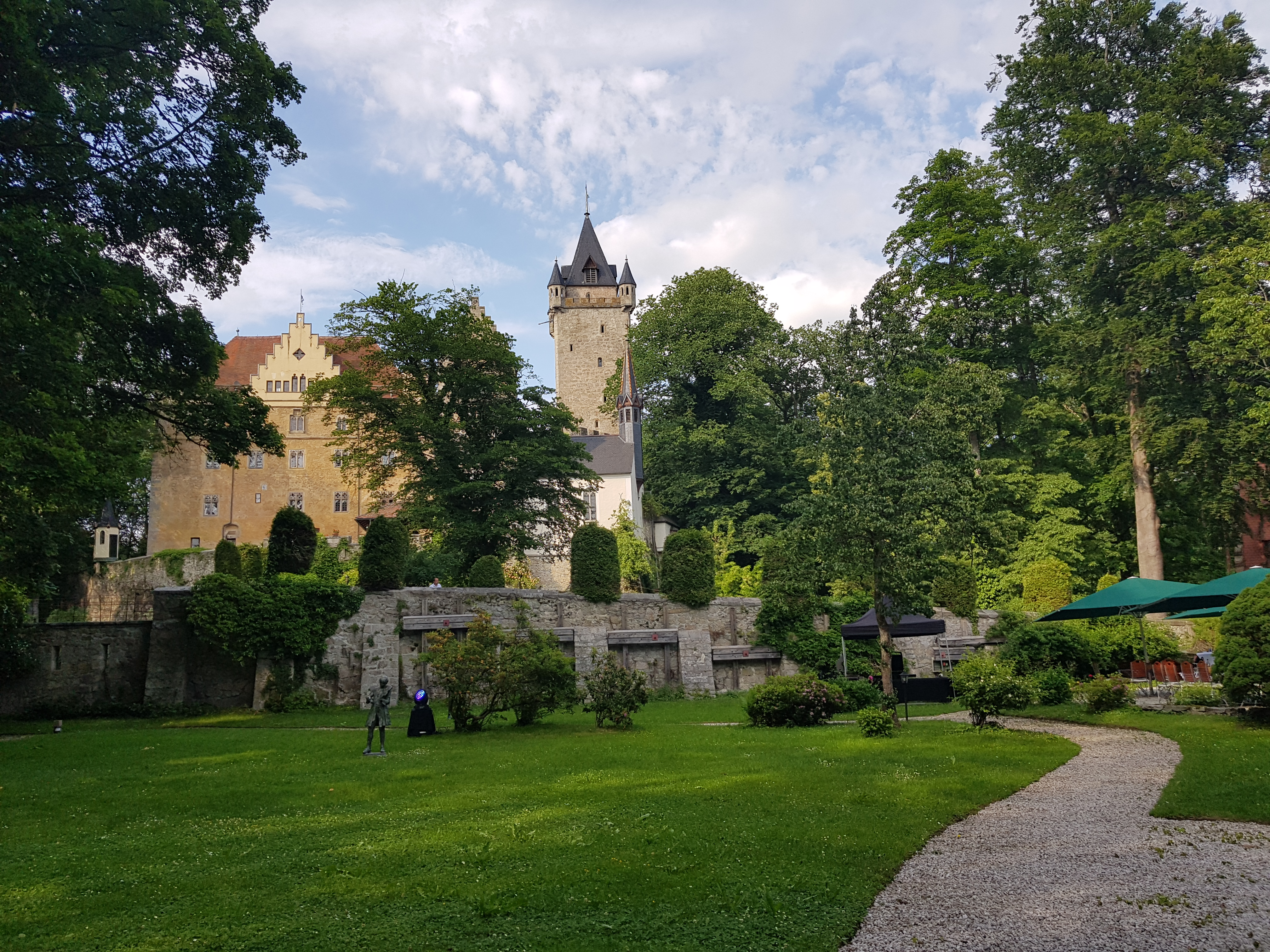
Eggi kastély
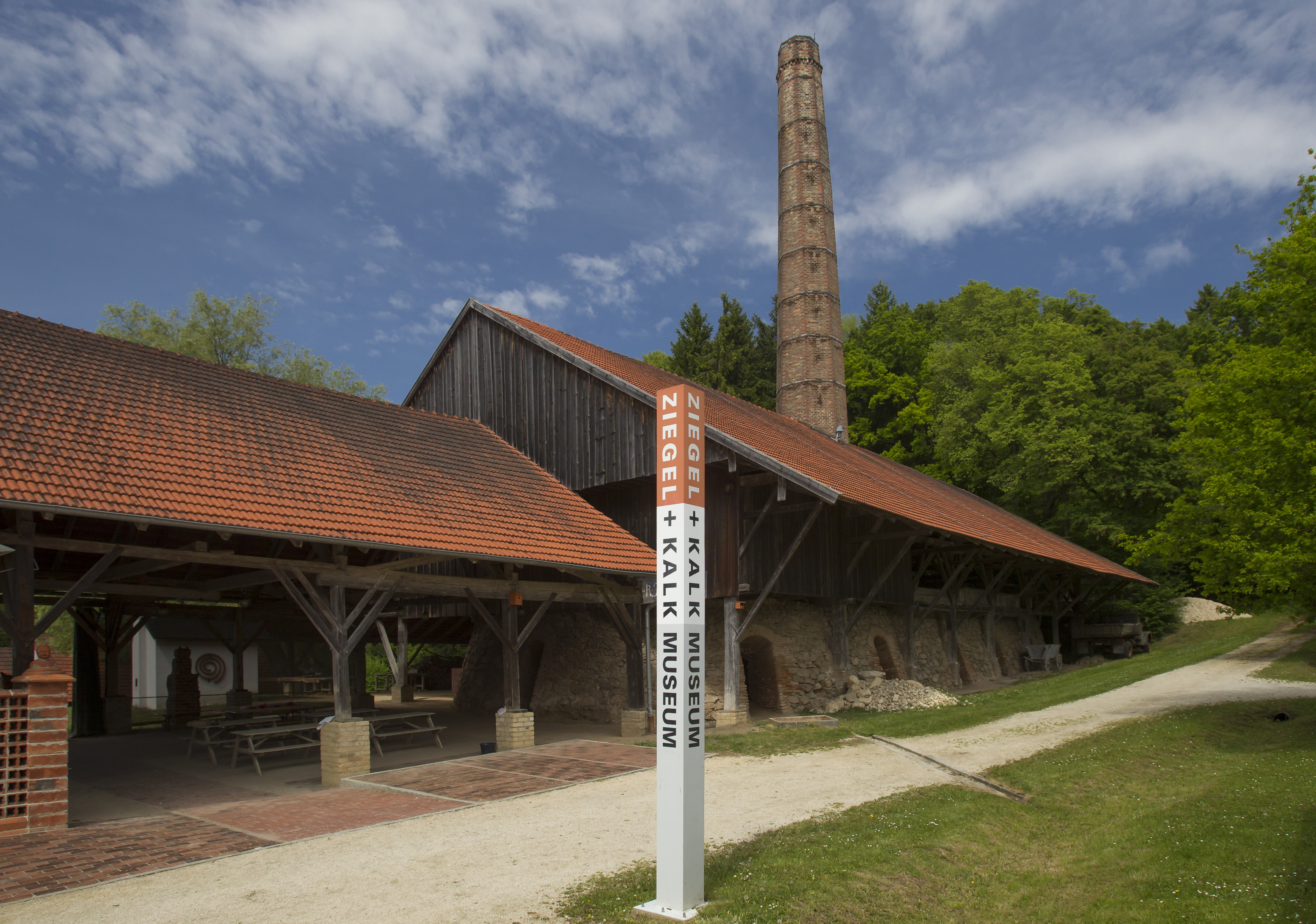
A múzeum  Winzerben
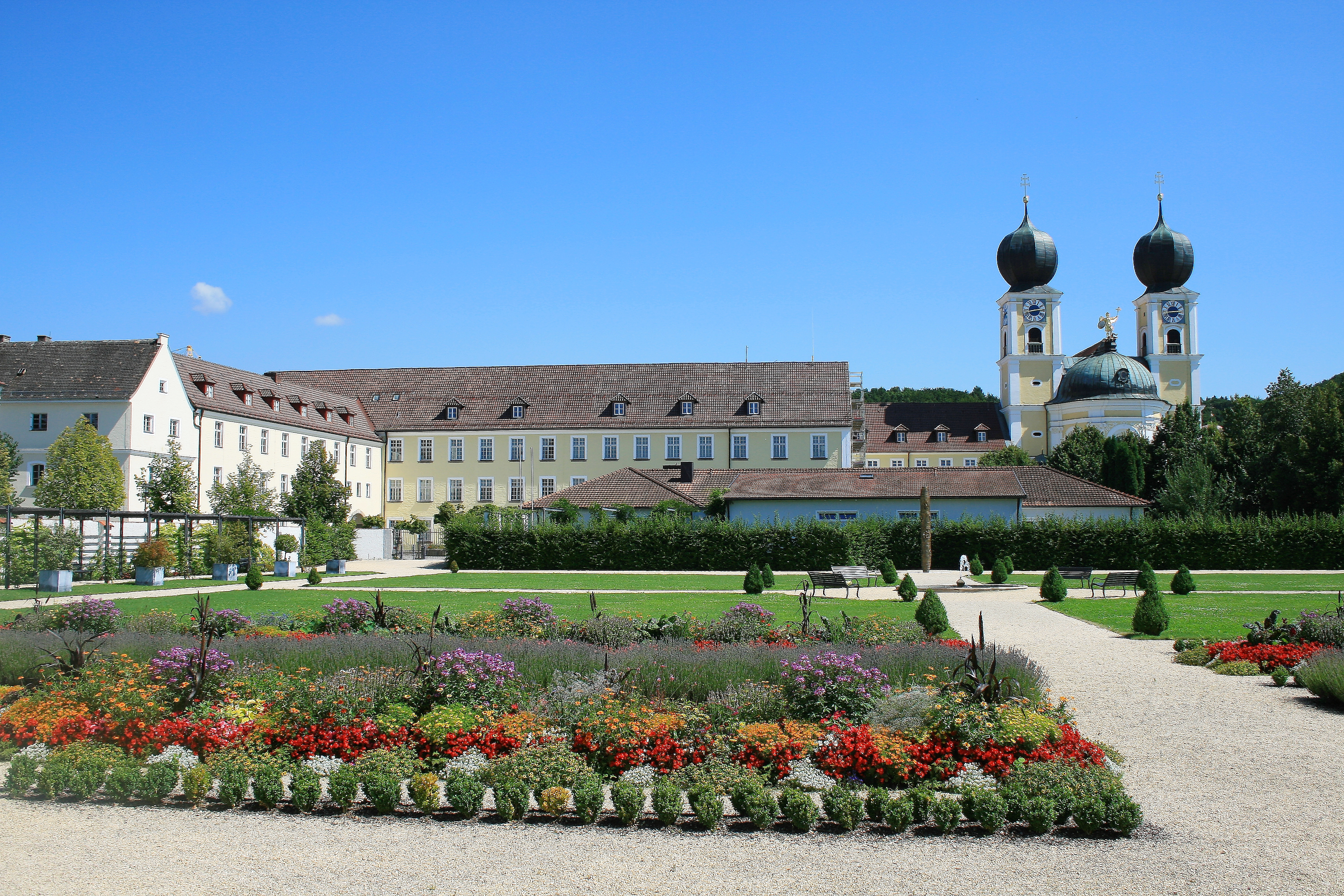
Metten kolostor
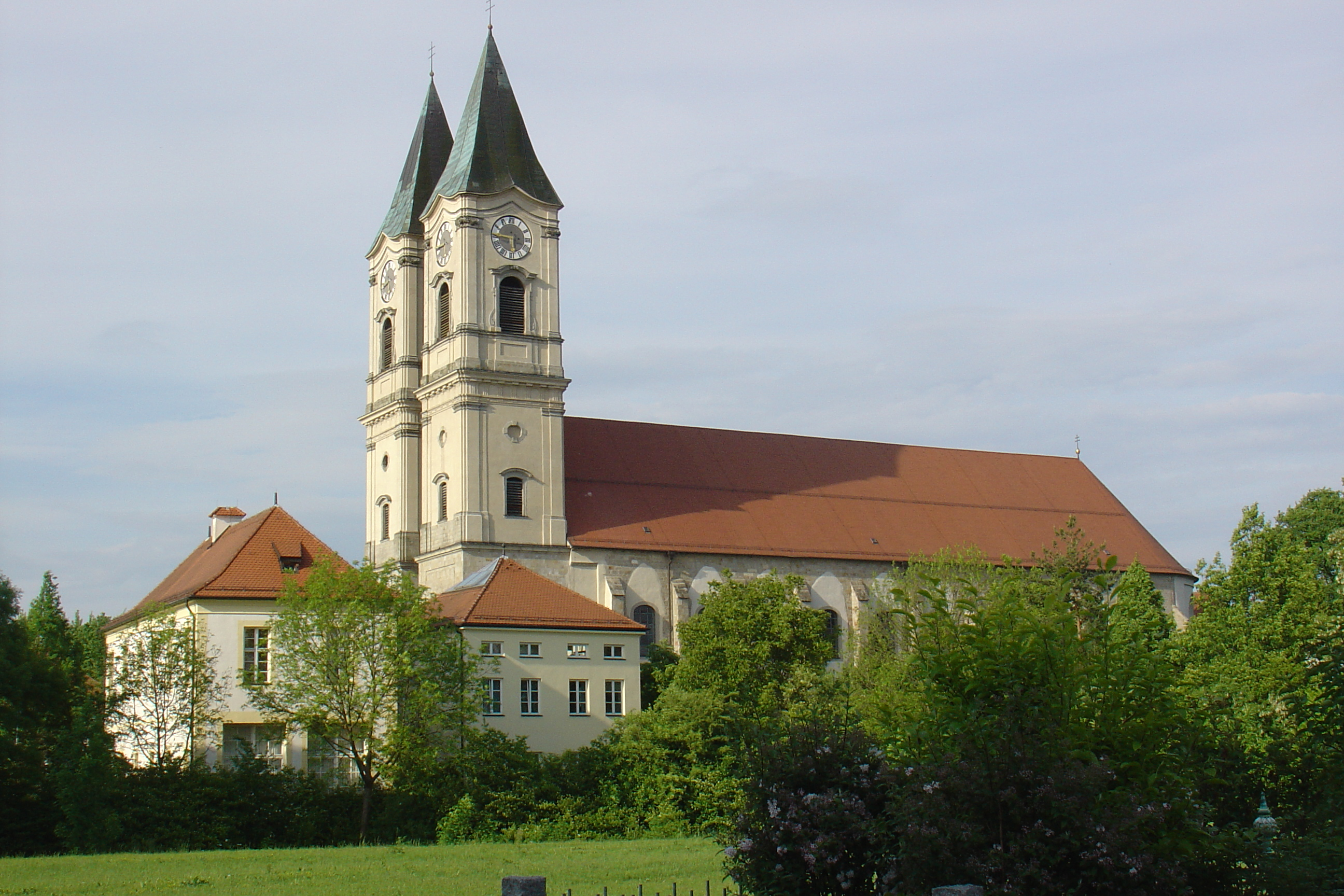
Niederalteich kolostor
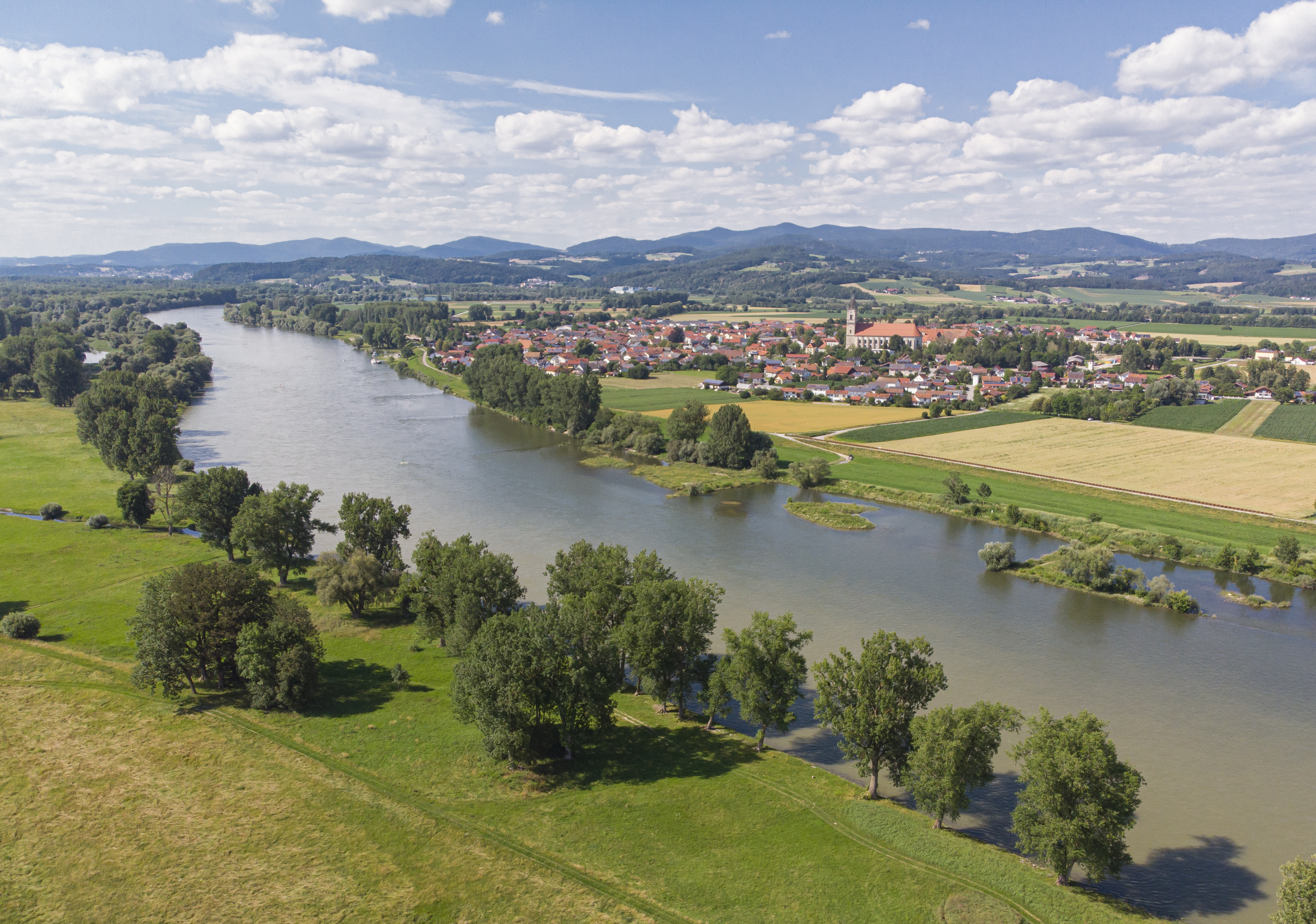
Niederalteich

## Népesség
A járás népessége az elmúlt években az alábbi módon változott:
| Lakosok száma | 38 934 | 37 658 | 59 308 | 95 808 | 95 808 | 101 436 | 115 374 | 116 596 | 118 741 | 122 121 |
|               | 1871   | 1900   | 1950   | 1970   | 1978   | 1987    | 2013    | 2015    | 2017    | 2022    |